# Лісні Поляни (Щолковський міський округ)
Лісні́ Поля́ни (рос. Лесные Поляны) — селище у складі Щолковського міського округу Московської області, Росія.

## Населення
Населення — 223 особи (2010; 185 у 2002).
Національний склад (станом на 2002 рік):
- росіяни — 85 %